# Eleição presidencial da França em 2002
O resultado das eleições presidenciais francesas de 2002 garantiu a Jacques Chirac a reeleição e, consequentemente, mais um mandato como presidente da República Francesa. A eleição só foi decidida no segundo turno, disputado entre Chirac e o nacionalista Jean-Marie Le Pen, da Frente Nacional, de extrema direita.
O pleito de 2002 teve excepcional repercussão na mídia internacional e atraiu muito interesse pelo fato de, pela primeira vez na história recente da Europa, um candidato nacionalista ter conquistado o direito a disputar o segundo turno de eleições presidenciais. O candidato direitista se aproveitou da divisão das esquerdas que lançaram vários candidatos e acabaram fora do segundo turno.
No segundo turno, o candidato Le Pen não conseguiu novos apoios facilitando e muito a reeleição de Chirac, com o apoio crítico dos derrotados.

## Resultados
| Candidato              | Candidato               | Partido                                     | Partido                | 1º Turno   | 1º Turno | 2º Turno   | 2º Turno |
| Candidato              | Candidato               | Partido                                     | Partido                | Votos      | %        | Votos      | %        |
| ---------------------- | ----------------------- | ------------------------------------------- | ---------------------- | ---------- | -------- | ---------- | -------- |
|                        | Jacques Chirac          | Reagrupamento para a República              | RPR                    | 5 666 021  | 19,88%   | 25 537 894 | 82,21%   |
|                        | Jean-Marie Le Pen       | Frente Nacional                             | FN                     | 4 804 772  | 16,86%   | 5 525 034  | 17,79%   |
|                        | Lionel Jospin           | Partido Socialista                          | PS                     | 4 610 267  | 16,18%   |            |          |
|                        | François Bayrou         | União pela Democracia Francesa              | UDF                    | 1 949 219  | 6,84%    |            |          |
|                        | Arlette Laguiller       | Luta Operária                               | LO                     | 1 630 118  | 5,72%    |            |          |
|                        | Jean-Pierre Chevènement | Movimento Republicano e Cidadão             | MDC                    | 1 518 568  | 5,33%    |            |          |
|                        | Noël Mamère             | Os Verdes                                   | LV                     | 1 495 774  | 5,25%    |            |          |
|                        | Olivier Besancenot      | Liga Comunista Revolucionária               | LCR                    | 1 210 562  | 4,25%    |            |          |
|                        | Jean Saint-Josse        | Caça, Pesca, Natureza e Tradições           | CPNT                   | 1 204 801  | 4,23%    |            |          |
|                        | Alain Madelin           | Democracia Liberal                          | DL                     | 1 113 551  | 3,91%    |            |          |
|                        | Robert Hue              | Partido Comunista Francês                   | PCF                    | 960 548    | 3,37%    |            |          |
|                        | Bruno Mégret            | Movimento Nacional Republicano              | MNR                    | 667 043    | 2,34%    |            |          |
|                        | Christiane Taubira      | Partido Radical de Esquerda                 | PRG                    | 660 515    | 2,32%    |            |          |
|                        | Corinne Lepage          | Cidadania, Ação, Participação no Século XXI | CAP21                  | 535 875    | 1,88%    |            |          |
|                        | Christine Boutin        | Fórum dos Republicanos Sociais              | FRS                    | 339 157    | 1,19%    |            |          |
|                        | Daniel Glückstein       | Partido dos Trabalhadores                   | PT                     | 132 696    | 0,47%    |            |          |
|                        |                         |                                             |                        |            |          |            |          |
| Votos válidos          | Votos válidos           | Votos válidos                               | Votos válidos          | 28 499 487 | 96,62%   | 31 062 928 | 94,61%   |
| Votos brancos ou nulos | Votos brancos ou nulos  | Votos brancos ou nulos                      | Votos brancos ou nulos | 998 401    | 3,38%    | 1 769 904  | 5,39%    |
| Votos totais           | Votos totais            | Votos totais                                | Votos totais           | 29 497 888 | 100,00%  | 32 832 832 | 100,00%  |
|                        |                         |                                             |                        |            |          |            |          |
| Participação           | Participação            | Participação                                | Participação           | 29 497 888 | 71,60%   | 32 832 832 | 79,71%   |
| Abstenção              | Abstenção               | Abstenção                                   | Abstenção              | 11 700 076 | 28,40%   | 8 359 440  | 20,29%   |
| Eleitorado             | Eleitorado              | Eleitorado                                  | Eleitorado             | 41 197 964 | 100,00%  | 41 192 272 | 100,00%  |
| Fontes:                |                         |                                             |                        |            |          |            |          |